# Ophrynia infecta
Ophrynia infecta là một loài nhện trong họ Linyphiidae.
Loài này thuộc chi Ophrynia. Ophrynia infecta được miêu tả năm 1986 bởi Rudy Jocqué & Scharff.